# Drew Thorne-Thomsen
Drew Thorne-Thomsen (5 agosto 1977) è un ex sciatore alpino statunitense.

## Biografia
Originario di Stratton Mountain, Thorne-Thomsen esordì in Nor-Am Cup il 2 gennaio 1995 a Bromont in slalom speciale e in Coppa del Mondo il 30 novembre 1996 a Breckenridge in slalom gigante, in entrambi i casi senza completare la prova. In Nor-Am Cup conquistò 5 podi, tutti terzi posti in slalom speciale (il primo il 3 gennaio 1999 a Whiteface Mountain, l'ultimo il 4 gennaio 2000 a Hunter Mountain); prese per l'ultima volta il via in Coppa del Mondo il 6 febbraio 2000 a Todtnau in slalom speciale, senza completare la prova (non portò a termine nessuna delle 9 gare nel massimo circuito cui prese parte), e si ritirò al termine della stagione 2000-2001: la sua ultima gara fu uno slalom gigante FIS disputato il 3 aprile a Lutsen. Non prese parte a rassegne olimpiche o iridate.

## Palmarès

### Nor-Am Cup
- Miglior piazzamento in classifica generale: 15º nel 1999
- 5 podi:
  - 5 terzi posti

## Campionati statunitensi
- 1 medaglia:
  - 1 argento (slalom speciale nel 1999)